# Heavy-Metal-Umlaut
Als Heavy-Metal-Umlaut (auch englisch: röck döts) werden Umlaute im Namen von Bands, die meist der Musikrichtung Metal zuzuordnen sind, bezeichnet. Umlaute und andere diakritische Zeichen geben dem (meist englischsprachigen) Bandnamen ein fremdartiges Erscheinungsbild, teilweise soll dies „germanische Härte“ suggerieren. In die Aussprache des Namens fließt der Umlaut nicht mit ein.

## Entwicklung

Logo der Band Motörhead

Der willkürliche Umlaut in der Rockmusik wurde 1970 durch Blue Öyster Cult eingeführt. Es ist unklar, ob der Gitarrist Allen Lanier oder der Produzent und Manager Sandy Pearlman die Idee hatte, es besteht aber Konsens, dass damit auf die wagnerianischen Aspekte der Musik hingewiesen werden sollte.
Motörhead (1975), Hüsker Dü (1978), Mötley Crüe (1980) und Znöwhite (1981) waren die nächsten. Der Umlaut in „Motörhead“ war eine Schöpfung des Grafikers, der das Cover für ihr erstes Album anfertigte: „Weil es einfach böse aussieht.“ (Lemmy Kilmister, Sänger und Bassist). Am Gebrauch hielt man fest – mehr noch: Selbst die Bandmitglieder schrieben ihre Namen zeitweise mit Umlaut, so z. B. „Wizzö“ (Phil Campbell) und „Würzel“ (Mick Burston) auf dem Album 1916. Die Umlaute bei „Mötley Crüe“ stammen angeblich von deren Lieblingsgetränk Löwenbräu. Die Umlautmanie wurde durch die US-Metaller Lääz Rockit fortgesetzt. Bei dieser doppelten Variante werden die beiden Trema-Punkte als zusätzlicher Clou einzeln auf das Doppel-a verteilt, so dass sich die Schreibweise „Lȧȧz Rockit“ ergibt. Weil sich diese Neukreation im allgemeinen Schriftgebrauch aber kaum darstellen lässt, verwendet die Band den Umlaut in der Regel nur in ihrem offiziellen Logo. Dasselbe Problem gilt für Queensrÿche, die den Buchstaben y mit zwei Punkten versahen. Der seltene Buchstabe leitet sich historisch von der bis heute im Niederländischen gebräuchlichen Ligatur „ij“ (vgl. rijk für dt. „Reich“) ab, deren Schreibung oft gleich aussah wie ein ÿ. Die Band wollte jedoch durch die Verwendung des Zeichens nicht „härter“ wirken, sondern den eigentlichen Bandnamen Queensreich „abschwächen“ und befürchtete neonazistische Assoziationen vermeiden. Underground Zerø dehnten das Sprachspiel auf die skandinavischen Sprachen aus, aus dem spanischen Raum sind Mägo de Oz zu nennen. Ebenso trägt die Synth-Rock-Gruppe The Crüxshadows aus Florida einen Umlaut im Bandnamen.

Logo der Band Spın̈al Tap

Die Scherz-Band Spın̈al Tap setzte die Umlautzeichen über einen Konsonanten, unter gleichzeitigem Verzicht auf den i-Punkt. Diese ungewöhnliche Konstruktion findet sich bisher nur in der Sprache Jacalteco in Guatemala sowie im Malagasy, eine Amtssprache auf Madagaskar.
Außerhalb des Metal-Genres ist die französische Zeuhlband Magma bekannt für ihre mit zahlreichen diakritischen Zeichen versehenen Song- und Albentitel, wie Mekanïk Destruktïw Kommandöh oder Üdü Ẁüdü. Hierbei sind Umlaute ein charakteristisches Merkmal der von der Band verwendeten Kunstsprache Kobaïanisch. Ein weiteres Beispiel desselben Genres mit Umlauten ist die französische Gruppe Zeuhlband.
In allerjüngster Zeit griff nun auch Jethro Tull die Idee auf und nannten ihr Album des Jahres 2023 RökFlöte um damit an Ragnarök zu erinnern.

## Sprachen mit Umlauten
Sprachen wie Deutsch, Schwedisch, Finnisch, Estnisch, Ungarisch oder Türkisch, die Umlaute nutzen, beschreiben damit klar definierte Laute. Im Gegensatz zur angloamerikanischen Sichtweise dieser Zeichen möchten sie ihrem Wortschatz also keinesfalls einen bösen Charakter verleihen. Im Deutschen werden Umlaute häufig im Diminutiv (Verniedlichung) verwendet (z. B. Blume → Blümchen), drücken also das Gegenteil des Bösen aus.
Im Deutschen fließen die Umlaute besagter Bandnamen oft in die Aussprache mit ein. So skandierten beispielsweise die Besucher einer Deutschland-Tournee von Mötley Crüe „Möötley Crüü“.

## Der Heavy-Metal-Umlaut in der Populärliteratur
Vor allem englischsprachige Autoren verwenden in szenebezogenen Werken gern diese fremdartigen Zeichen. In den Comic-Strips von Berkeley Breathed gibt es die Band Deathtöngue, die Songs wie Let’s run over Lionel Richie with a tank zum Besten gibt.
In Jeff Kinneys mehrbändigem Comic-Roman Gregs Tagebuch heißt eine Rockband „Löded Diper“. Neben dem Heavy-Metal werden hier zwei absichtliche Rechtschreibfehler als Stilmittel verwendet, korrekt müsste der Name „Loaded Diaper“ (dt.: volle Windel) geschrieben werden. In der deutschen Übersetzung heißt die Band „Folle Vindl“, ohne Umlaut.
Die Novelle Zodiac von Neal Stephenson beschreibt „Pöyzen Böyzen“, die als „nicht so schlecht für eine Band mit zwei Umlauten“ beschrieben wird.
1997 brachte die Satire-Zeitschrift The Onion den Artikel Ünited Stätes Toughens Image With Umlauts heraus. Darin geht es um eine Initiative im Kongress, dass mit den Umlauten in der Staatsbezeichnung eine quasi-metallische Härte dargestellt würde.
Der Journalist Steve Almond beschrieb 2002 in seinem Buch Spandex and umlaut circuit den Touralltag im Metal-Business.
Der Rock-Kritiker Chuck Klosterman untertitelte 2003 sein Buch Fargo Rock City mit „A Heavy Metal Odyssey in Rural Nörth Daköta“.
Auch im Titel des 2009 erschienenen Konsolenspiels Brütal Legend wird der Heavy-Metal-Umlaut verwendet.

## Produktnamen und der Heavy-Metal-Umlaut
Im Rahmen des Namings werden besonders in den USA immer wieder Produktnamen ins Leben gerufen, die mit Umlauten versehen sind. Die amerikanische Eismarke Häagen-Dazs gilt im Marketing als bekanntestes Beispiel für Foreign Branding. Der Gebrauch des Umlauts zusammen mit dem Doppelvokal soll eine skandinavische Herkunft suggerieren. Weitere Beispiele dafür sind der britische Desserthersteller Gü, die Bekleidungsmarke Stüssy oder das Navigationssystem nüvi des Herstellers Garmin. Auch bei Filmtiteln wie Brüno dient der Umlaut allein dazu, Fremdartigkeit zu suggerieren und so Aufmerksamkeit zu erregen. Unter dem Titel The Länd startete am 29. Oktober 2021 eine Werbekampagne des deutschen Bundeslandes Baden-Württemberg.